# Hachemi Marzouk
Pour les articles homonymes, voir Marzouk.
Hachemi Marzouk, né le 26 octobre 1940 à Mahrès, est un sculpteur, acteur et décorateur tunisien.

## Biographie
Il réalise une bonne partie des sculptures du président tunisien Habib Bourguiba.
Il est chef décorateur dans Viva la muerte de Fernando Arrabal (1971). Il joue également dans J'irai comme un cheval fou du même réalisateur (1973), dans lequel il interprète le rôle de Marvel.